# Neomerinthe folgori
Neomerinthe folgori is een straalvinnige vissensoort uit de familie van schorpioenvissen (Scorpaenidae). De wetenschappelijke naam van de soort is voor het eerst geldig gepubliceerd in 1964 door Postel & Roux.